# Măldăeni, Teleorman
Măldăeni este satul de reședință al comunei cu același nume din județul Teleorman, Muntenia, România.